# Kladruby (Benešovi járás)
Kladruby település Csehországban, a Benešovi járásban. Kladruby Rataje, Ctiboř, Pavlovice és Tehov településekkel határos. Lakosainak száma 281 fő (2024. január 1.).

## Népesség
A település lakosságának változását az alábbi diagram mutatja:
| Lakosok száma | 155  | 201  | 167  | 347  | 259  | 195  | 260  | 265  | 274  | 281  |
|               | 1869 | 1890 | 1921 | 1950 | 1980 | 2001 | 2017 | 2019 | 2022 | 2024 |